# Premi BAFTA 1963
I premi della 16ª edizione dei British Academy Film Awards furono conferiti nel 1963 dalla British Academy of Film and Television Arts alle migliori produzioni cinematografiche del 1962.

## Vincitori e candidati

### Miglior film internazional (Best Film from any Source)
- Lawrence d'Arabia (Lawrence of Arabia), regia di David Lean
- Anna dei miracoli (The Miracle Worker), regia di Arthur Penn
- L'anno scorso a Marienbad (L'année dernière à Marienbad), regia di Alain Resnais
- Billy Budd, regia di Peter Ustinov
- Come in uno specchio (Såsom i en spegel), regia di Ingmar Bergman
- Fedra (Phaedra), regia di Jules Dassin
- L'inverno ti farà tornare (Une aussi longue absence), regia di Henri Colpi
- L'isola nuda (Hadaka no shima), regia di Kaneto Shindō
- Jules e Jim (Jules et Jim), regia di François Truffaut
- Lola - Donna di vita (Lola), regia di Jacques Demy
- Una maniera d'amare (A Kind of Loving), regia di John Schlesinger
- Non uccidere (Tu ne tueras point), regia di Claude Autant-Lara
- Sesso peccato e castità (Only Two Can Play), regia di Sidney Gilliat
- La signora dal cagnolino (Dama s sobachkoj), regia di Iosif Efimovič Chejfic
- La stanza a forma di L (The L-Shaped Room), regia di Bryan Forbes
- Le strane licenze del caporale Dupont (Le caporal épinglé), regia di Jean Renoir
- Va' e uccidi (The Manchurian Candidate), regia di John Frankenheimer
- West Side Story, regia di Jerome Robbins, Robert Wise

### Miglior film britannico (Best British Film)
- Lawrence d'Arabia (Lawrence of Arabia)
- Billy Budd
- Una maniera d'amare (A Kind of Loving)
- Sesso peccato e castità (Only Two Can Play)
- La stanza a forma di L (The L-Shaped Room)

### Miglior attore britannico (Best British Actor)
- Peter O'Toole – Lawrence d'Arabia (Lawrence of Arabia)
- Richard Attenborough – The Dock Brief
- Alan Bates – Una maniera d'amare (A Kind of Loving)
- James Mason – Lolita
- Laurence Olivier – L'anno crudele (Term of Trial)
- Peter Sellers – Sesso peccato e castità (Only Two Can Play)

### Migliore attrice britannica (Best British Actress)
- Leslie Caron – La stanza a forma di L (The L-Shaped Room)
- Virginia Maskell – The Wild and the Willing
- Janet Munro – Delitto di coscienza (Life for Ruth)

### Miglior attore straniero (Best Foreign Actor)
- Burt Lancaster – L'uomo di Alcatraz (Birdman of Alcatraz)
- Jean-Paul Belmondo – Léon Morin, prete (Léon Morin, prêtre)
- Franco Citti – Accattone
- Kirk Douglas – Solo sotto le stelle (Lonely Are the Brave)
- George Hamilton – Luce nella piazza (Light in the Piazza)
- Charles Laughton – Tempesta su Washington (Advise & Consent)
- Anthony Quinn – Lawrence d'Arabia (Lawrence of Arabia)
- Robert Ryan – Billy Budd
- Georges Wilson – L'inverno ti farà tornare (Une aussi longue absence)

### Migliore attrice straniera (Best Foreign Actress)
- Anne Bancroft – Anna dei miracoli (The Miracle Worker)
- Anouk Aimée – Lola - Donna di vita (Lola)
- Harriet Andersson – Come in uno specchio (Såsom i en spegel)
- Melina Merkouri – Fedra (Phaedra)
- Jeanne Moreau – Jules e Jim (Jules et Jim)
- Geraldine Page – La dolce ala della giovinezza (Sweet Bird of Youth)
- Natalie Wood – Splendore nell'erba (Splendor in the Grass)

### Migliore attore o attrice debuttante (Most Promising Newcomer to Film)
- Tom Courtenay – Gioventù, amore e rabbia (The Loneliness of the Long Distance Runner)
- Mariette Hartley – Sfida nell'Alta Sierra (Ride the High Country)
- Ian Hendry – Live Now - Pay Later
- Sarah Miles – L'anno crudele (Term of Trial)
- Terence Stamp – Billy Budd

### Migliore sceneggiatura per un film britannico (Best British Screenplay)
- Robert Bolt – Lawrence d'Arabia (Lawrence of Arabia)
- DeWitt Bodeen, Peter Ustinov – Billy Budd
- Geoffrey Cotterell, Ivan Foxwell – Tiara Tahiti
- Bryan Forbes – Sesso peccato e castità (Only Two Can Play)
- Willis Hall, Keith Waterhouse – Una maniera d'amare (A Kind of Loving)
- Wolf Mankowitz – Il generale non si arrende (Waltz of the Toreadors)

### Miglior cortometraggio (Best Short Film)
- La rivière du hibou, regia di Robert Enrico
- Lonely Boy, regia di Wolf Koenig, Roman Kroitor
- Pan, regia di Herman van der Horst
- Zoo, regia di Bert Haanstra

### Premio UN (UN Award)
- Reach for Glory, regia di Philip Leacock
- Food or Famine, regia di Alvin Bailey, Stuart Legg, Martha Varley
- Non uccidere (Tu ne tueras point)